# Volley Prato
La Volley Prato è stata ed è una società pallavolistica maschile di Prato.

## Storia

### Fondazione e scioglimento
Sorto nel 1976 all'interno dell'Unione Sportiva Roberto Colzi, il club toscano vinse il campionato Serie B1 con la U.S. Roberto Colzi, Artefice del successo nel campionato Serie B1 della Colzi fu Mario Mattioli, ex giocatore della Ruini Firenze.
L'anno successivo la squadra partecipò con il nome di Cassa di Risparmio Prato Volley per la prima volta al campionato di Serie A2 nella stagione 1988-89.
Dopo il periodo di sponsorizzazione della Cassa di Risparmi e Depositi di Prato, nel 1990 entra come sponsor la catena di supermercati Conad, la squadra riesce a centrare l'obbiettivo salvezza e a rimanere in 1989-90 per la stagione successiva.
Nella stagione successiva entrò come sponsor in società l'importante azienda Centro Matic S.p.A. dell'imprenditore pratese Romano Conti, che aveva sede in città e che si occupava di alta tecnologia.Ingaggiati tra gli altri due celebri giocatori come Giancarlo Dametto e Pier Paolo Lucchetta, entrambi bronzo con la Nazionale italiana ai Giochi olimpici di Los Angeles 1984 e gli argentini Daniel Castellani e Juan Carlos Cuminetti, il club grazie al secondo posto nel Campionato A2, al termine della stagione 1991-92 ottenne la promozione in Serie A1.
L'esordio in A1, nel 1992-93, sempre con Mattioli in panchina, fu positivo, con un nono posto che permise l'accesso ai play-off scudetto, dai quali la squadra bianco-azzurra fu estromessa al primo turno dalla Sidis Backer Falconara. Cresce il seguito alle partite casalinghe del Centromatic Volley Prato, che nonostante fosse arrivato ai massimi livelli nazionali, non disponeva di un palasport sul territorio cittadino di Prato e tutte le partite casalinghe vennero svolte al Palasport di Firenze, perché Prato non disponeva di un palasport che seguisse le necessità della massima serie. Venne quindi messo in moto un progetto e fondi per costruire l'attuale palestra di Maliseti.
In quello stesso anno la crisi finanziaria e giudiziaria che colpì la Centro Matic S.p.A. travolse anche la squadra di pallavolo e gli ambiziosi progetti del team pratese furono accantonati, e venne meno anche la necessità della città di Prato.
Smantellata la rosa, nel 1993-94 la squadra, formata da atleti delle giovanili, prese il nome di Toscana Firenze Volley, chiuse all'ultimo posto in campionato, senza nessun punto e avendo vinto un solo set in ventisei gare disputate. Rimase la peggior prestazione di un club partecipante al campionato di massima serie a quattordici squadre. Al termine del campionato la società venne smantellata.
l'U.S. Colzi e il Volley Narnali riprese la sua regolare attività partendo da campionati inferiori.

### Rifondazione
Nel maggio 2003 grazie alla fusione di due importanti realtà giovanili come Pallavolo Narnali e Pallavolo Prato, presenti nel volley da circa 20 anni, rinasce il Volley Prato. 
L'operazione partì con i migliori auspici, infatti alla prima stagione di partecipazione al campionato di serie B2 (2003/04) si ottenne incredibilmente la promozione al Campionato Nazionale di Serie B1.
Dopo due anni di serie B, motivazioni di ordine economico e tecnico, portarono alla dolorosa scelta di rinunciare alla categoria e ripartire dalla serie C con solo i propri giovani provenienti dalle giovanili. Nel 2006 si aggiudica la Coppa Toscana e il Campionato riconquistando la categoria di serie B2 nazionale.
Le stagioni che si sono susseguite hanno mostrato una partecipazione ai campionati di serie B2 più che dignitosa, con momenti agonistici entusiasmanti e di notevole crescita sportiva.